# 前田勉
前田 勉（まえだ つとむ、1956年2月20日 - ）は、日本の思想史学者。愛知教育大学教授。

## 経歴
出生から修学期
1956年、埼玉県で生まれた。東北大学文学部で学び、1988年に卒業。同大学院文学研究科に進み、博士課程を修了。
日本思想史研究者として
修了後は東北大学文学部助手(東北大学附属図書館調査研究員)に採用された。その後、愛知教育大学助教授となり、後に教授昇格。1997年、学位論文『近世日本の儒学と兵学』を東北大学に提出して文学博士の学位を取得。学界では、日本思想史学会会長を務めた。

## 受賞・栄典
- 2010年：『江戸後期の思想空間』で角川源義賞を受賞。

## 研究内容・業績
専門は日本思想史で、江戸時代の儒学受容や国学研究。本居宣長などに着目して近世思想を研究し、村岡典嗣の著作の校訂も行っている。

## 著作
著書
- 『近世日本の儒学と兵学』ぺりかん社 1996
- 『近世神道と国学』ぺりかん社 2002
- 『兵学と朱子学・蘭学・国学：近世日本思想史の構図』平凡社選書 2006
  - 新版『近世日本の支配思想』平凡社ライブラリー 2025
- 『江戸後期の思想空間』ぺりかん社 2009
- 『江戸の読書会』平凡社選書 2012／平凡社ライブラリー 2018
- 『江戸教育思想史研究』思文閣出版 2016
- 『江戸思想史の再構築』思文閣出版 2023

校註
- 原念斎『先哲叢談』源了圓と共訳注、平凡社東洋文庫 1994